# Грущинский, Ян
Ян Грущинский (1405 — 8 октября 1473) — польский римско-католический и государственный деятель, епископ куявский (1450—1463) и краковский (1463—1464), архиепископ гнезненский и примас Польши (1464—1473), канцлер великий коронный (1454—1469).

## Биография
Представитель польского шляхетского рода Грущинских герба «Порай». Сын Яна Грущинского из Грущице и Ивановице и Маргариты из Нарамовице.
С 1431 года Ян Грущинский учился в Краковской Академии, работая одновременно в королевской канцелярии. В 1440 году он находился в свите польского короля Владислава III Варненьчика, который отправился в Венгрию, чтобы занять венгерский королевский престол. В 1442 году получил от короля сан пробста серадзского. Он также работал в канцелярии польского короля Казимира Ягеллончика, был одним из соавторов централизованной политики.
В 1450 году он был назначен епископом куявским, 12 января 1451 года торжественно вступил в сан в костёле Воздвижения Святого Креста в Коло. Сохранял тесные связи с антиорденским прусским союзом, был сторонником объединения Пруссии с Польским королевством. В 1454 году получил должность канцлера великого коронного, став руководителем польской политики во время Тринадцатилетней войны (1454—1466). В 1462 году получил должность епископа краковского, а в 1463 году стал архиепископом гнезненским и примасом Польши.
В 1455 году примас Ян Грущинский передал на военные нужды золотые и серебряные дары из хранилища архикафедрального костёла. В 1463 году он во главе польской делегации вел переговоры с тевтонскими крестоносцами в Бжесце-Куявском, а в 1466 году присутствовал при заключении Торуньского мира между Польшей и Тевтонским орденом.
В 1469 году Ян Грущинский, частично парализованный, отказался от должности канцлера великого коронного, но сохранил близкие отношения с королём Казимиром Ягеллончиком, сопровождал его в многочисленных поездках и совещаниях.
9 ноября 1473 года Ян Грущинский скоропостижно скончался в Кракове, был похоронен в Гнезненском кафедральном соборе. Его преемник Ян Лаский приказал изготовить для него большую надгробную плиту из красного мрамора. В настоящее время останки Яна Грущинского в костёле, построенном родом Грущинских, в Ивановице.